# I Roll's 33
I Roll's 33 sono stati un gruppo musicale di musica beat; la loro prima denominazione è stata I Disperati.

## Storia del gruppo
Il gruppo nasce come complesso orchestrale nel 1959, per iniziativa del cantante e contrabbassista pinerolese Pino Vinci (che dopo aver terminato gli studi da perito industriale si è dedicato alla musica), con la denominazione Pino Vinci & i Disperati.
Nella seconda metà degli anni '50 Vinci è stato il cantante del Complesso Angelini (gruppo torinese omonimo di quello di Cinico Angelini ma con altri musicisti), con alla batteria Francesco Rambaud.
Il gruppo partecipa al programma televisivo Voci e volti nuovi della Fortuna, grazie al quale riesce ad ottenere un contratto con la The Red Record e ad incidere alcuni 45 giri con varie denominazioni; nel 1960 partecipano con Ehi nonnino  alla Sei giorni della canzone e con Giurami al Burlamacco d'oro.
L'anno successivo effettuano un tour in Inghilterra; il loro repertorio dal vivo è costituito da ballabili latinoamericani e standard jazz.
Nel 1964 entra nel gruppo Graziano Manini, diplomato al Conservatorio in oboe, che suona le tastiere; l'anno successivo, con l'avvento del beat e l'ingresso del batterista Gian Giacomo Minucci Debolini Del Rosso (proveniente dai Samurai) cambiano il nome in Roll's 33 e sono sotto contratto con la CBS, per cui debuttano con una cover di Land of 1000 dances di Wilson Pickett.
Partecipano al Festival delle Rose 1967 con Allora decidi ora; nello stesso anno pubblicano il loro album con alcuni influssi rhythm and blues, e partecipano alla Crociera Beat, organizzata da Ivano Davoli nell'ambito del Torneo EuroDavoli e dalla rivista Giovani, insieme a vari cantanti come Patty Pravo, Gigliola Cinquetti, Bruno Lauzi, Caterina Caselli, Lucio Dalla, Mal, Delia, i Camaleonti, i Profeti e molti altri.
Sempre nel 1967 appaiono nel musicarello Playboy di Enzo Battaglia, che viene girato durante la Crociera Beat, e in Lola colt di Siro Marcellini con Lola Falana (con la quale incidono un 45 giri), mentre l'anno successivo seguono la moda delle sonorità anni '30 incidendo L'amica di Marlene.
Dopo altri cambi di formazione e l'ingresso del tastierista torinese Franco Fernandez si sciolgono nel 1973; Fernandez diventa un session man per alcuni anni, collaborando anche con i Procession, ed anche il bassista Vito Cappa si dedica all'attività di session man.

## Formazione
- Pino Vinci: voce, basso
- Vito Cappa: basso (dal 1969 al 1970)
- Francesco Rambaud: batteria (dal 1959 al 1965
- Gian Giacomo Minucci Debolini Del Rosso: batteria (dal 1965 al 1973
- Walter Negri: voce, chitarra, fiati (dal 1959 al 1965)
- Luciano Tosco:batteria
- (dal 1965 al 1970)
- Graziano Manini: pianoforte, organo (dal 1964 al 1969)
- Franco Fernandez: pianoforte, organo (dal 1969 al 1973)
- Roberto Benelli: fiati (dal 1965 al 1973)
- Alfredo Luzzardisch: fiati (dal 1965 al 1973)

## Discografia

### Pino Vinci & i Disperati

#### Singoli
- 1959: Tuttifrutti/Il tuo bacio è come un rock (The Red Record, 10004; pubblicato come Pino Vinci con il complesso di Piero Pizzigoni)
- 1960: Libero/Colpevole (The Red Record, 10008; pubblicato come Pino Vinci con Piero Pizzigoni & His Luniks)
- 1960: I'm a rocker/Hey nonnino (The Red Record, 10016)
- 1960: Addormentarmi così/In cerca di te (The Red Record, 10018)
- 1960: Impazzire d'amore/Giurami (The Red Record, 10019)
- 1960: Pupetta rock/Sembra incredibile (The Red Record, 10066)
- 1961: Non arrossire (Nuova Enigmistica Tascabile, NET 346; lato B: Silvano SIlvi)
- 1961: Una fetta di limone (Nuova Enigmistica Tascabile, NET 347; lato B: Aldo Attuali)
- 1961: Il cielo piange/King of rock (The Red Record, 10071; pubblicato come Pino Vinci con il complesso di Pier Emilio Bassi)
- 1961: Pupetta rock/Il cielo piange (The Red Record, 10141; lato B come Pino Vinci con il complesso di Pier Emilio Bassi)
- 1962: Annabelle/Soli per il mondo (The Red Record, 10198)
- 1962: Speedy Gonzales/Non sapevo (The Red Record, 10208)

#### Singoli Flexy-disc
Sono incisi da un solo lato e allegati in omaggio alla rivista Il Musichiere:
- 1959: Tutti Frutti (The Red Record, N. 20042) (Il Musichiere N° 52, 31 dicembre) pubblicato come Pino Vinci con il complesso di Piero Pizzigoni
- 1960: Il tuo bacio è come un rock (The Red Record, N. 20044) (Il Musichiere N° 54, 14 gennaio) pubblicato come Pino Vinci con il complesso di Piero Pizzigoni
- 1960: È vero (The Red Record, N. 20049) (Il Musichiere N° 60, 25 febbraio) pubblicato come Pino Vinci e il suo complesso
- 1960: Libero (The Red Record, N. 20052) (Il Musichiere N° 63, 17 marzo) pubblicato come Pino Vinci e il suo complesso
- 1960: Romantica (The Red Record, N. 20054) (Il Musichiere N° 64, 24 marzo) pubblicato come Pino Vinci e il suo complesso

#### EP
- 1964: Balliamo ancora con Pino Vinci e il suo complesso (Jet, 178)
- 1964: Balliamo ancora con Pino Vinci e il suo complesso (Jet, 179; stesso titolo ma dischi diversi)

### Roll's 33

#### Album in studio
- 1967: I Roll's 33 (CBS, 52455)

#### Singoli
- 1966: Principessa/Il mondo che verrà (CBS, 2424)
- 1967: 33/1° verità/Solo gli angeli ci capiranno (CBS, 2734)
- 1967: Allora decidi ora/Ma cosa vuoi (CBS, 3010)
- 1967: Scrivimi il tuo nome/Uno come te (Reprise, r 02083; con Lola Falana)
- 1968: L'amica di Marlene/Fatemi sfogare (CBS, 3364)
- 1968: L'amica di Marlene/Tempo di villeggiatura (CBS, 3571)
- 1969: Un vagabondo come me/Re dei re (CBS, 3910)